# 邦克德苏埃德叙
邦克德苏埃德叙（法語：Benque-Dessous-et-Dessus，法語發音：[bɛ̃k dəsu e dəsy]）是法国上加龙省的一个市镇，属于圣戈当区。

## 地理
邦克德苏埃德叙（42°48'55"N, 0°33'17"E）面积3.72 平方千米，位于法国奧克西塔尼大區上加龙省，该省份为法国西南部内陆省份，西南端与西班牙接壤，自此顺时针与上比利牛斯省、热尔省、塔恩-加龙省、塔恩省、奥德省和阿列日省接壤。
与邦克德苏埃德叙接壤的市镇（或旧市镇、城区）包括：迈雷涅、比利埃、科布、萨库尔维耶勒、圣阿旺坦、圣保罗杜韦伊、卡斯蒂永-德拉尔布斯特、加兰、特雷邦德吕雄。

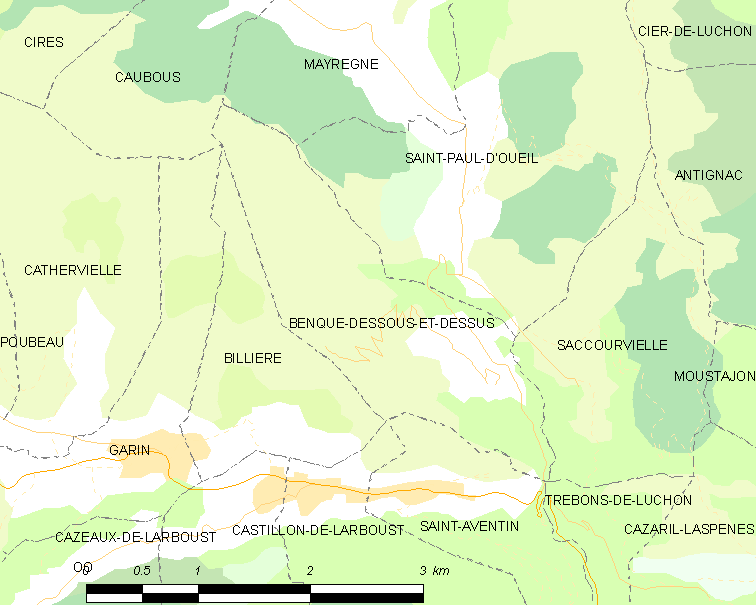
邦克德苏埃德叙的OSM定位图

邦克德苏埃德叙的时区为UTC+01:00、UTC+02:00（夏令时）。

## 行政
邦克德苏埃德叙的邮政编码为31110，INSEE市镇编码为31064。

## 政治
邦克德苏埃德叙所属的省级选区为巴涅尔德吕雄县。

## 人口

1962-2008年间邦克德苏埃德叙人口变化图示

邦克德苏埃德叙于2022年1月1日时的人口数量为29人。